# 大果落新妇
大果落新妇（学名：Astilbe macrocarpa）为虎耳草科落新妇属下的一个种。